# Palácio das Cerejeiras
O Palácio das Cerejeiras é um edifício localizado nos Altos da Cidade de Bauru, no interior do estado de São Paulo, Brasil. O local foi tombado pelo Conselho de Defesa do Patrimônio Cultural de Bauru, em 2004.
O edifício, projetado em 1953 pelo arquiteto paulista Zenon Lotufo, é um marco do estilo modernista na cidade com seus brises-soleils, paineis de vidro, pilotis e marquise do acesso principal, e também a planta livre que permitiu mudanças na ocupação interna ao longo dos anos pela administração do município.
O tombamento inclui todas as fachadas, paredes externas, portas, janelas de ferro, colunas e brises, os pátios externos e os jardins do entorno.
A data de construção é 1953, mas o edifício só foi inaugurado na década de 1960, na gestão do prefeito Nuno de Assis. A Praça das Cerejeiras, no entorno do Palácio, foi inaugurada na década de 1970 pelo então Príncipe do Japão, Akihito, em homenagem a imigração japonesa para a região da cidade.
Em 2014, o estado de conservação deste bem cultural foi avaliado como regular, com descaracterização parcial.